# Montigny-en-Ostrevent
Montigny-en-Ostrevent là một xã ở trong tỉnh Nord ở miền bắc nước Pháp. Xã này có diện tích 5,42 kilômét vuông, dân số năm 1999 là 4850 người. Xã nằm ở khu vực có độ cao từ 18-40 mét trên mực nước biển.